# ماهر شومان
ماهر شومان مطرب لبناني تخرج من استوديو الفن سنة 1996حاز على الميدالية الذهبية.

## النشأة
ولد ماهر شومان في قرية سرعين قضاء في بعلبك، درس الموسيقى في الكونسرفتوار الوطني بالإضافة إلى صولاته وجولاته على المسرح الذي اكتسب منه خبرة رائعة، ومنذ صغره ماهر شومان وهو هاوي الغناء إلى ان سنحت له الفرصة الأولى التي استطاع فيها ابراز صوته وموهبته كانت سنة 1996 في برنامج استديو الفن للمخرج سيمون اسمر وقد حاز على الميدالية الذهبية عن فئة الاغنية التراثية وأشهر مووايله كانت (أرزة الرب) للشاعر عصام المذبوح، بالإضافة إلى الميجانا والعتابا والدلعونا.

### النشاط الفني
شارك الفنان ماهر شومانفي العديد من المهرجانات اللبنانية والعربية وكان له اغاني فردية عديدة، منها عيون الناس بالإضافة إلى تجديد أغنية 'يابالاه للفنان طوني حنا، بالإضافة إلى جنغل لإذاعة صوت الموسيقى بعنوان: "علّي الموسيقى علّي "
وعدد من أغنياته تم تصويرها كفيديو كليب أبرزها (بنت الغرب) وأغنية لبيكِ يا أرض بلادي للجيش اللبناني، وتم تصوير فيديو كليب لأغنية (ما فيك تحب) في بلغاريا من إنتاج شركة الريف، وأصدر البوم غنائي بعنوان وينك ما عم بتطل تضمن 10 أغنيات باللهجة اللبنانية وتميز باللون الشعبي والرومانسي والجبلي.

### التعاون
تعامل مع عدد من الشعراء والملحنين وأبرزهم:
- الشاعر ميشال جحا
- الشاعر عصام زغيب
- الشاعر مارسيل مدور
- الملحن احمد بركات
- الملحن والشاعر والمطرب مروان خوري
- الملحن سهيل فارس
- الشاعر طوني ابي كرم
- الفنان سمير يزبك اللذي أهدى ماهر أغنية غمزاتك من كلمات الشاعر جورج عساف